# Provincia de Bulacán
Bulacán (tagalo: Bulakan) es una provincia filipina situada en la región de Luzón Central. La provincia se llama la cuna del historia del país a causa del ser el sitio en que se fundaron las primeras tres repúblicas de las Filipinas: la de Biak-na-bato en San Miguel, la del Cacaron de Sili en Pandí, y la de Malolos que también se llamaba la Primera República Filipina.

## Geografía

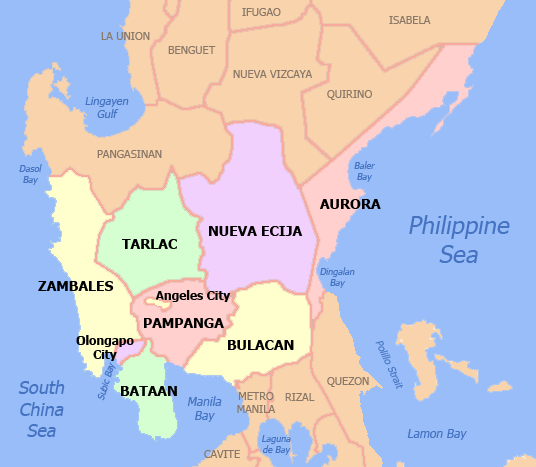
Situación de la provincia en la región.

Tiene tres ciudades: San José del Monte, Meycauayan y, la capital, Malolos. Bulacán está inmediatamente al norte de Gran Manila y limita con las provincias de Pampanga, Nueva Écija, Aurora, Quezón y Rizal. También se sitúa en la costa norte de la bahía de Manila.

## Municipios
| Ciudad/Municipalidad   | N.º de Barangays | Población (2010) | Área (km²) | Código    |
| ---------------------- | ---------------- | ---------------- | ---------- | --------- |
| Angat                  | 16               | 55.332           | 74.00      | 031401000 |
| Balagtas (Caluya)      | 9                | 65.440           | 28.66      | 031402000 |
| Baliuag                | 27               | 143.565          | 45.05      | 031403000 |
| Bocaue                 | 19               | 106.407          | 31.87      | 031404000 |
| Bulacán                | 14               | 71.751           | 72.90      | 031405000 |
| Bustos                 | 14               | 62.415           | 69.99      | 031406000 |
| Calumpit               | 29               | 101.068          | 56.25      | 031407000 |
| Guiguinto              | 14               | 90.507           | 27.50      | 031408000 |
| Hagonoy                | 26               | 125.689          | 103.10     | 031409000 |
| Malolos                | 51               | 234.945          | 67.25      | 031410000 |
| Marilao                | 16               | 185.624          | 33.74      | 031411000 |
| Meycauayán             | 26               | 199.154          | 32.10      | 031412000 |
| Norzagaray             | 13               | 103.095          | 309.77     | 031413000 |
| Obando                 | 11               | 58.009           | 52.10      | 031414000 |
| Pandi                  | 22               | 66.650           | 31.20      | 031415000 |
| Paombong               | 14               | 50.940           | 46.34      | 031416000 |
| Plaridel               | 19               | 101.441          | 32.44      | 031417000 |
| Pulilán                | 19               | 85.844           | 39.89      | 031418000 |
| San Ildefonso          | 36               | 95.000           | 128.71     | 031419000 |
| San José del Monte     | 59               | 454.553          | 105.53     | 031420000 |
| San Miguel             | 49               | 142.854          | 231.40     | 031421000 |
| San Rafael             | 34               | 85.921           | 152.43     | 031422000 |
| Santa María            | 24               | 218.351          | 90.90      | 031423000 |
| Doña Remedios Trinidad | 8                | 19.898           | 932.96     | 031424000 |

## Historia
En 1571 siendo Adelantado Miguel Legazpi se funda la Alcaldía Mayor de Bulacán sobre la base de seis encomiendas, a saber: Calumpit, Bulakan, Malolos, Meycauayan, Binto hoy Plaridel), Guiguinto, y Caluya (hoy Balagtas). 
El primer poblado fue Calumpit, fundado por los Agustinos el año 1575.
Bulacán figura prominentemente en la historia de Filipinas; muchos héroes nacionales y personajes políticos eran bulaqueños o nacieron aquí, razones por las que a menudo se llama también la provincia la cuna de la revolución y la cuna del país. Bulacán también era la primera provincia que se rebeló contra España. Pero la provincia se nota más por ser, en la ciudad de Malolos, la capital de la Primera República filipina, y también por la Constitución de Malolos.

## Demografía
La población de la provincia según el censo de 2015 era de 3.292.071 personas. Bulacán es la segunda provincia la más poblada de Filipinas, después de Cavite, que también se ubica en Luzón, al sur del capital. La densidad de población era de 1200 habitantes por km², la cuarta más grande del país.

### Idiomas y etnicidad
Bulacán es una parte integral del Katagalugan, es decir, la región central del país de habla tagala. Al norte y al oeste de la provincia, cerca de la frontera con Pampanga se sitúa una minoría que habla el idioma pampango.

## Lugares de interés turístico
- La iglesia de Barásoain (Ciudad de Malolos), sede de Congreso de la Primera República Filpina.
- Basílica Menor de la Inmaculada Concepción (Ciudad de Manila), sede de poder de la Primera República de Filipinas
- El Capitolio de la provincia de Bulacán (Ciudad de Malolos)
- Casa Real (Ciudad de Malolos)[museo]
- La iglesia parroquial de la Purísima Concepción (Santa María)
- Pulilan Butterfly Haven (Asilo de la mariposa de Pulilan)
- La parroquia de Arcángel San Miguel (Marilao)
- Presa de Angat (Norzagaray).[4]